# لوئی شانزدهم
لوئی شانزدهم (به فرانسوی: Louis XVI) (۲۳ اوت ۱۷۵۴ میلادی – ۲۱ ژانویه ۱۷۹۳ میلادی) پادشاه فرانسه و ناوار از ۱۵ می ۱۷۷۴ میلادی تا ۶ نوامبر ۱۷۸۹ میلادی و سپس تا ۲۱ سپتامبر ۱۷۹۲ یعنی انحلال سلطنت در این کشور، پادشاه فرانسه بود. او واپسین پادشاه این کشور در دوره موسوم به رژیم باستان و پیش از وقوع انقلاب فرانسه به حساب می‌آید.

## زندگی
او پسر لوئی فردیناند، ولیعهد لوئی پانزدهم، و ماریا ژوزفا فن زاکسن، دختر آگوست سوم، بود. با مرگ پدر در سال ۱۷۶۵ میلادی ولیعهد فرانسه گشت. در سال ۱۷۷۰ میلادی با ماری آنتوانت، شاهزاده اتریشی و دختر فرانتس یکم، امپراتور مقدس روم و ماریا ترزا، ازدواج کرد.

### سلطنت
نهایتاً سال ۱۷۷۴ میلادی در بیست سالگی با مرگ پدربزرگش، لوئی پانزدهم، بر تخت پادشاهی تکیه زد.

#### اصلاحات
او سلطنتی را به ارث برد که در آستانه ورشکستگی و ناکامی مطلق قرار داشت. از این رو پس از رسیدن به قدرت، با دیکتاتوری منور دست به مجموعه‌ای از اصلاحات مالی زد و سعی کرد رعیت‌داری را لغو کند. این اقدامات با فرمان او و به دست وزرایی نظیر تورگو، دوکالن و نکر هدایت شدند؛ اما تمامی آن‌ها در مواجهه با اشراف با شکست رو به رو شد.

#### استقلال ایالات متحده
لوئی شانزدهم با حمایت فعال از استقلال‌طلبان آمریکایی، یک پیروزی بزرگ نظامی در مقابل بریتانیای کبیر کسب کرد. به هر صورت مداخله فرانسه در این جنگ به قیمت ویرانی پادشاهی تمام شد.

#### انقلاب فرانسه
انقلاب فرانسه، در پی فراخوان نمایندگان طبقات سه‌گانه شامل اشراف، روحانیون و رعایا توسط لوئی شانزدهم به منظور مقابله با کسری بودجه و تأمین مالی دولت، عملاً کلید خورد.
نمایندگان طبقه رعایا که برخلاف اشراف و روحانیون از پشتیبانی ملت برخوردار بودند، رسماً خود را مجمع ملی نامیدند و به شکلی عملی به پادشاهی مطلقه موروثی که مبتنی بر حق الهی دانسته می‌شد، پایان بخشیدند. در همان ابتدای کار، لوئی شانزدهم مجبور به ترک کاخ ورسای شد- اینگونه به آخرین فرمانروای ساکن در آن تبدیل شد- و به پاریس و کاخ تویلری رفت و ظاهراً پذیرفت که پادشاهی مشروط گردد. اما پیش از اعلام رسمی قانون اساسی ۱۷۹۱ (این قانون اساس پادشاهی مشروطه فرانسه را تبیین می‌کرد)، در ۲۰ ژوئن ۱۷۹۱ خانواده سلطنتی از پایتخت به شکل مخفیانه ای فرار می‌کنند. آنها قبل از اینکه موفق به ترک خاک فرانسه شوند در وارن دستگیر می‌شوند. این اقدام بعدها تأثیری مهمی در آینده پادشاهی مشروطه می‌گذارد و انقلابیون را در برقراری نظام جمهوری مصمم تر از پیش می‌سازد. شکست در این فرار تأثیر بسیار مهمی در ذهنیت عموم بر جای می‌گذارد که تا آن زمان برای پادشاه هنوز احترام قائل بودند و نسبت به او چندان خشونتی نشان نمی‌دادند. این اقدام همچنین منجر به ایجاد شکاف در درون کنوانسیون ملی فرانسه می‌گردد.
بعد از تبدیل شدن به پادشاهی مشروط، لوئی شانزدهم با چندین وزیر از حزب فویان و سپس ژیروندن، همچنان به حکومت می‌پرداخت. لوئی که بعد از شکست در فرار به همراه خانواده خویش، ابتدا از مقام خود خلع شده بود، کمی بعد دوباره جایگاه خویش را به دست می‌آورد. اما او بعد از انقلاب به شکلی فعال در برانگیختن آتش جنگ میان سلاطین اروپایی (که از انقلاب فرانسه و تأثیرات آن بر کشور خود واهمه داشتند) و انقلابیون فرانسوی مشارکت کرده بود و اقدام به فرار نیز حکم تأییدی بر این ادعا محسوب می‌شد. در نتیجه با پیشروی سپاهیان خارجی سلطنت طلب به سوی پاریس، در روز ۱۰ اوت ۱۷۹۲ جمهوری خواهان تصمیم نهایی خود را گرفتند و به‌طور کامل او را از مقام و عناوینش خلع نمودند. سپس در ماه بعد سلطنت را به شکل کامل ملغی کردند. لوئی شانزدهم که از او در میان انقلابیون با عنوان تحقیر آمیز «لوئی کاپه» یاد می‌شد، بعد از زندانی شدن به همراه تمام اعضای خانواده اش در زندان تامپل، به جرم همدستی با دشمن محاکمه و محکوم به اعدام می‌گردد. در نهایت در میدان انقلاب پاریس و چند ماه زودتر از اعدام همسرش ماری-آنتوانت اتریش، انقلابیون فرانسه گردن پادشاه مخلوع را به تیغ تیز گیوتین می‌سپارند.
علی‌رغم مرگ او، سلطنت به‌طور کامل ناپدید نمی‌شود. بعدها دو برادر کوچکتر او که بعد از انقلاب از کشور فرار کرده بودند، تحت عنوان‌ها لوئی هجدهم و شارل دهم بین سالهای ۱۸۱۴ تا ۱۸۳۰، بر فرانسه حکم می‌رانند. همچنین پسر کوچکتر لوئی شانزدهم، که در زندان تامپل محبوس بود، بعد از مرگ پدرش توسط سلطنت‌طلبان تحت عنوان لوئی هفدهم به رسمیت شناخته می‌شود. البته این پسر خردسال عمر چندانی نمی‌کند و به دلیل بیماری در سال ۱۷۹۵، دو سال بعد از اعدام والدینش، در زندان از دنیا می‌رود، بی آنکه حکومتی کرده باشد.
بعدها صرف نظر از اینکه لوئی شانزدهم یا به عنوان یک خائن یا به عنوان یک ستم دیده و بی گناه در نظر گرفته می‌شد، تاریخ دانان فرانسوی روی هم رفته در مورد ایده ای دقیق و موشکافانه به توافق رسیدند؛ آنها پذیرفتند که شخصیت و نقش لوئی شانزدهم در حد و اندازه ای نبود که بتواند از پس شرایط استثنائی حاکم بر دوره انقلاب فرانسه برآید.

### انقلاب فرانسه

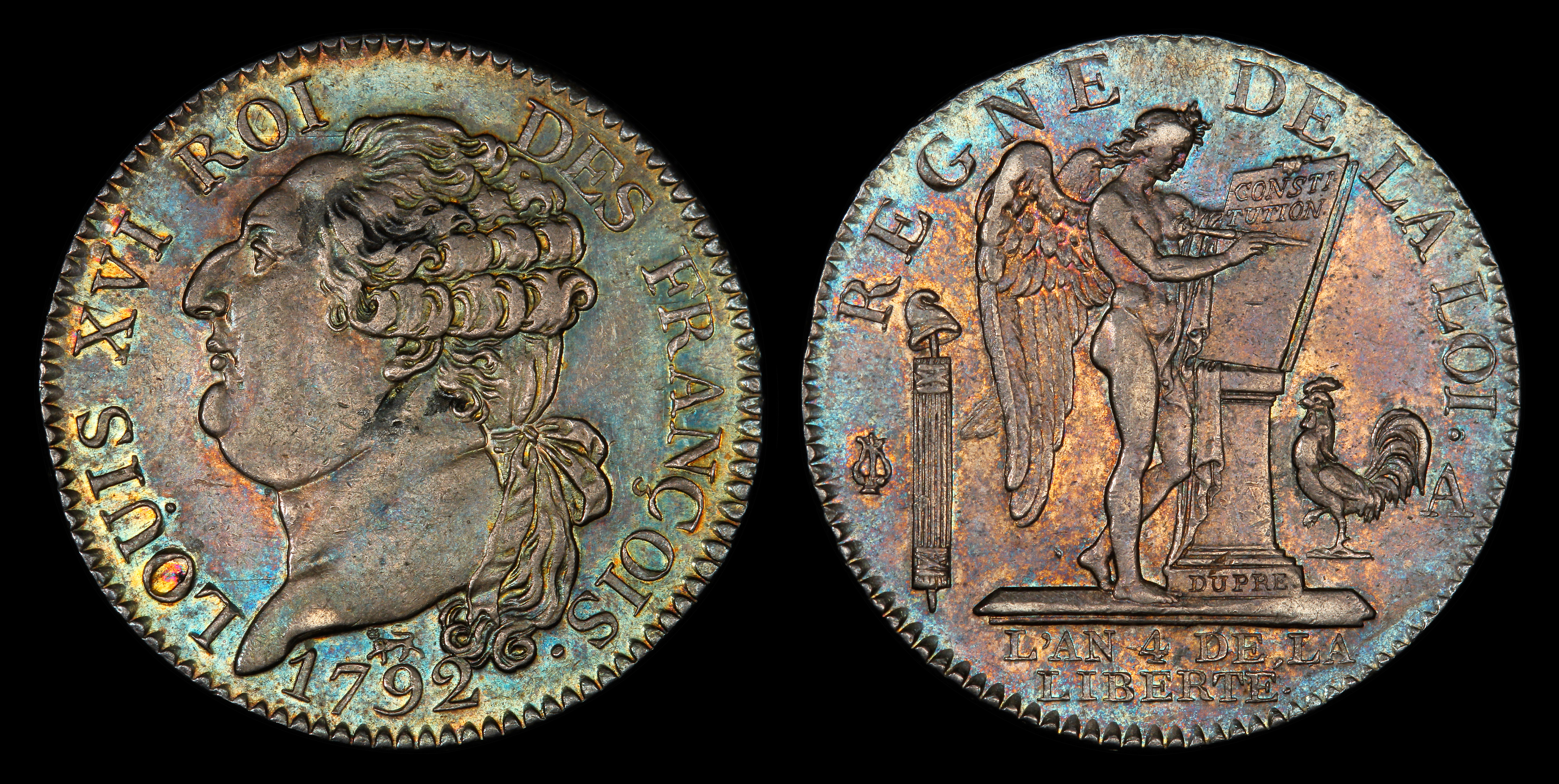
نیم کراونی نقره ضرب‌شده در امپراتوری فرانسه به تاریخ ۱۷۹۲ میلادی. سکه مزین به تصویر لوئی شانزدهم، پادشاه فرانسه و در طرف دیگر سکه نقشی از ژنیوس بالدار در حال نوشتن قانون اساسی به چشم می‌خورد.

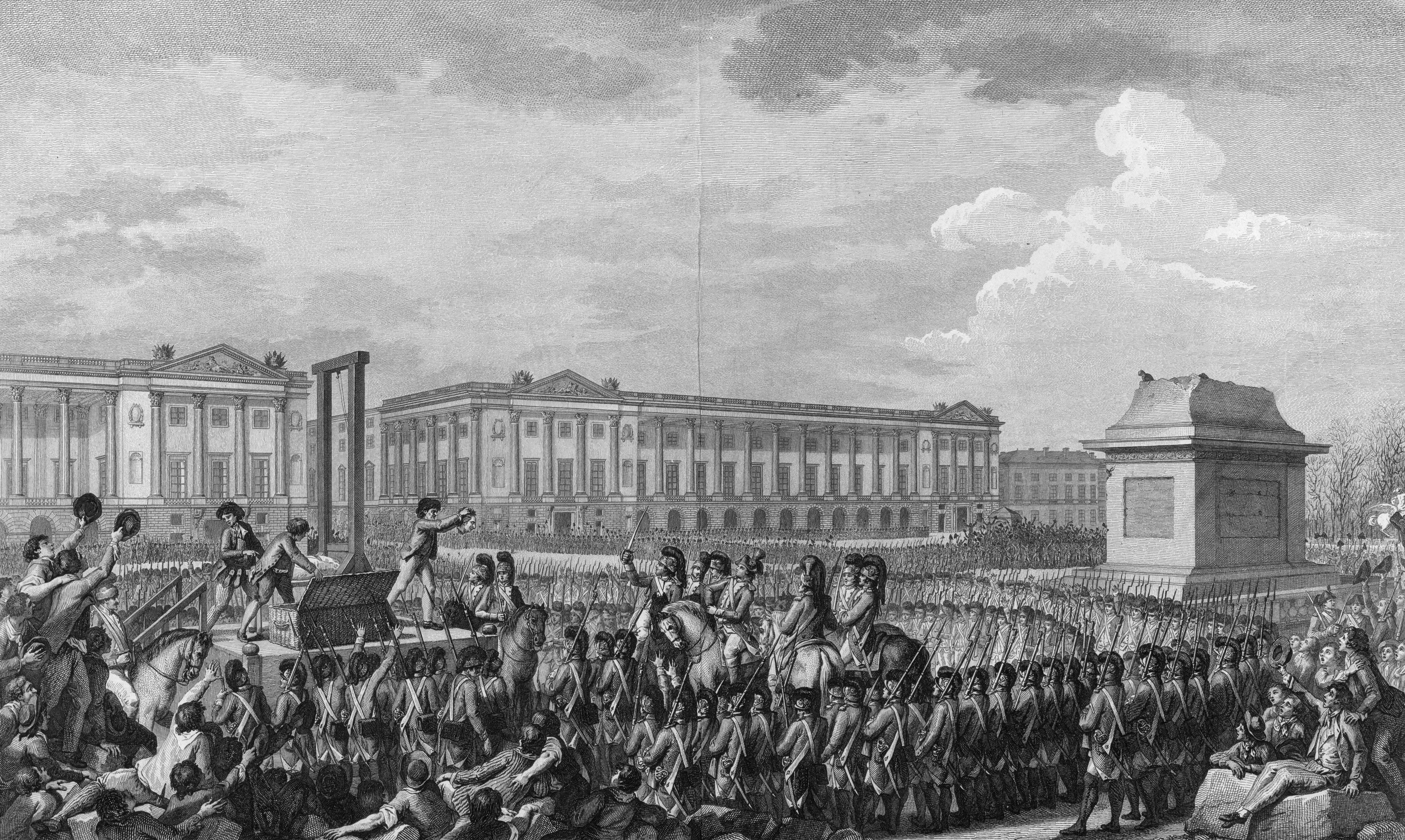
میدان کنکورد در پاریس، محل گردن زده شدن لوئی شانزدهم و ماری آنتوانت با گیوتین است.

یورش به باستیل در ۱۴ ژوئیه ۱۷۸۹ میلادی، که مظهر قدرت مطلق لوئی شانزدهم بود، آغازی برای پایانِ سلطنت لوئی شانزدهم شد.
پس از انقلاب، لوئی به همراه خانواده‌اش سعی در فرار از فرانسه داشت چرا که خود را اسیر می‌دانست اما در آغاز که شاهزادگان پابه فرار گذاشتند و به او گفتند تا او هم این کار را کند او قبول نکرد و گفت آن جا و در کنار مردم باقی خواهد ماند اما احساس اسارت او را در راه تغییر عقیده انداخت و با زحمت از تویلری فرار کردند اما دیری نپایید که او به پاریس برگردانده شد و متهم به خیانت گشت.
۳۸۷ نماینده پارلمان فرانسه به مجازات اعدام پادشاه رای دادند.
در ۲۱ ژانویه ۱۷۹۳، لوئی شانزدهم در میدان کنکورد، پاریس به‌وسیله گیوتین گردن زده شد. تعداد زیادی از کسانی که به تماشای سر زدن لوئی شانزدهم رفته بودند، دستمال‌های خود را به خون وی آغشته کردند.
ماری آنتوانت، ملکه فرانسه و همسر لوئی شانزدهم نیز نه ماه بعد در خلال دوران وحشت، که رهبری این دوران به دست کسانی چون روبسپیر و دوسن ژوست بود، به‌وسیله گیوتین گردن زده شد.
با بازگشت بوربون‌ها به سلطنت فرانسه و به قدرت رسیدن لوئی هجدهم (برادر لوئی شانزدهم)، جسد لوئی شانزدهم و همسرش ماری آنتوانت به کلیسای سلطنتی سن‌دنُی منتقل و پس از طی مراسم تشریفاتی، در آن‌جا دفن شد.